# Barrus letourneuxi
Genre
Espèce

Barrus letourneuxi, unique représentant du genre Barrus, est une espèce de solifuges de la famille des Karschiidae.

## Distribution
Cette espèce est endémique d'Égypte. Elle se rencontre vers El Mex.

## Description
Le mâle holotype mesure 12 mm.

## Étymologie
Cette espèce est nommée en l'honneur d'Aristide Letourneux.

## Publication originale
- Simon, 1880 : Description de deux nouveaux genres de l'ordre des Solifugae. Annales de la Société Entomologique de France, sér. 5, vol. 10, p. 399-402 (texte intégral).